# Max Zimmermann (Architekt, Dresden)
Max Zimmermann (* 31. Oktober 1881 in Plauen; † 1962) war ein deutscher Architekt.

## Leben
Max Zimmermann besuchte bis 1901 das Realgymnasium in Plauen und studierte anschließend Architektur an der Technischen Hochschule Dresden. 1906 schloss er als Diplom-Ingenieur ab. 1910 wurde er Mitglied des Corps Lusatia Dresden. 1911 wurde er bei Cornelius Gurlitt an der Technischen Hochschule Dresden zum Dr.-Ing. promoviert. Nach seinem Diplom wurde er im sächsischen Staatsdienst Regierungsbaumeister- bzw. Regierungsbaurat. Als Stellvertreter von Hubert Georg Ermisch, dem Leiter der Zwingerbauhütte, war er nach dem Ende des Zweiten Weltkriegs entscheidend an der Sicherung und dem Wiederaufbau der Baudenkmale Dresdens beteiligt. Nach dem Tod von Ermisch verantwortete er von 1951 bis zu seinem Tod 1962 den Wiederaufbau des Zwingers. Unter seinem Nachfolger Arthur Frenzel wurde der äußerliche Wiederaufbau des Zwingers 1964 vollendet.
Mit dem Namen Max Zimmermann sind insbesondere folgende Projekte verbunden:
- ab 1946: Sicherung und Wiederaufbau der Hofkirche
- ab 1953: Sicherung der Semperoper
- ab 1954: Sicherung des Palais im Großen Garten
- ab 1955: Wiederaufbau der Sempergalerie

## Veröffentlichungen
- Beiträge zur Kenntnis christlicher Baudenkmäler in Bulgarien. Wasmuth, Berlin 1913 (Dissertation).
- Alte Bauten in Bulgarien. Wasmuth Berlin 1916 (Lieferung 1) und 1922 (Lieferung 2).